# Мобуту Сесе Секо
Мобуту Сесе Секо (фр. Mobutu Sese Seko Nkuku Ngbendu wa Za Banga; Лисала, 14. октобар 1930 — Рабат, 7. септембар 1997), рођен као Жозеф Дезире Мобуту (Joseph-Désiré Mobutu), био је председник Заира (данас: Демократска Република Конго) 32 године, у периоду 1965—1997. На власт је дошао свргавањем Жозефа Казавубуа. У политици се ослањао на САД и деловао као антикомунистички диктатор у време Хладног рата у Африци. Био је чувен по енормном личном богаћењу на рачун економије и експлоатације ресурса своје земље. Процењује се да је из земље изнео на личне рачуне у иностранству око 5 милијарди долара. По овоме је Мобуту Сесе Секо најкорумпиранији политичар у историји Африке.
Да би консолидовао своју моћ, основао је Народни покрет револуције као једину легалну политичку странку 1967. године, променио име Конга у Заир 1971. године, а своје име у Мобуту Сесе Секо 1972. Мобуту је тврдио да је његова политичка идеологија „ни лево ни десно, па чак ни центар”, иако је ипак развио режим који је био изразито аутократски чак и по афричким стандардима његовог времена. Он je покушао је да очисти земљу од сваког колонијалног културног утицаја кроз свој програм „националне аутентичности“. Мобуту је био предмет распрострањеног култа личности. Током своје владавине стекао је велико лично богатство кроз економску експлоатацију и корупцију, због чега су неки његову владавину назвали „клептократијом“. Председавао је током периода са широко распрострањених кршења људских права. Под његовом владавином, нација је такође патила од неконтролисане инфлације, великог дуга и масовне девалвације валуте.

## Биографија
Мобуту је рођен у граду Лисала у тадашњем Белгијском Конгу, у породици која је припадала етничкој групи Нгбанда. Отац, кувар, рано је умро те га је одгојила мајка, по занимању хотелска собарица. Након што је најраније образовање примио у католичкој мисионарској школи, с 19 година се прикључио Форс публик, белгијској колонијалној војсци и тамо стекао чин наредника. После је отишао у Леополдвил и радио као новинар у локалном листу Л'Авенир. Тамо је упознао Патриса Лумумбу те се прикључио његовој националистичкој партији Конгоански национални покрет која се залагала за независност од Белгије.
Када је 30. јуна 1960. Конго добио независност, Мобуту је био именован за начелника генералштаба нове конгоанске војске. Следећих неколико месеци је играо значајну улогу у конгоанској кризи, а 14. септембра 1960. је извео државни удар којим је свргнут премијер Лумумба, а неколико месеци касније га је изручио властима сецесионистичке покрајине Катанге где је Лумумба био убијен. Мобуту је тако стекао подршку САД и западних сила која ће га служити и након што је 1965. и формално преузео власт.
До тада је конгоанска криза већ била мање-више завршена, те је Мобуту, исказавши се као изузетно вешт политичар, постао један од најдуговечнијих државних вођа у Африци. Као горљиви антикомунист, уживао је подршку Запада, али је то од 1971. године крио афричким национализмом, односно политиком којом су се забрањивала западна имена и одећа. У оквиру те политике Конго је променио име у Заир.
Мобуту је исто тако градио култ личности, али и идеологију мобутизам, коју су многи упоређивали с маоизмом. Иако горљиви антикомунист, од почетка 1970-их почео је да блиско сарађује с комунистичком НР Кином, а постао је и близак пријатељ румунског комунистичког вође Николаје Чаушескуа. 
Мобутуова спољна политика је, пак, била чврсто везана уз САД, те је од средине 1970-их Заир коришћен као база за тајне операције против просовјетске владе у суседној Анголи. Због тих хладноратовских обзира, западне владе се нису превише освртале на Мобутуове често бруталне методе владавине, при чему су често и његови најближи сарадници били оптуживани за издају, хапшени и мучени.
Још је више упадао у очи између великих природних богатстава Конга и свеопштег сиромаштва и неразвијености, односно потпуне запуштености путева, школа, болница и друге националне инфраструктуре. Конгоанска државна управа је за време његове власти била позната по слабим или никаквим платама, те је владала свеопшта корупција. С друге стране, Мобуту је, слично као и многе друге афричке вође тог времена, згрнуо и у швајцарске банке сместио велики део националног богатства, поставши оличење феномена који ће се касније звати клептократија.
Мобуту је, с друге стране, велики део новца уложио у сопствену председничку гарду, чиме се осигурао од могућих државних удара, док је политичку опозицију, уз бруталну репресију, гушио и поткупљивањем. Показао је велику вештину да одржава верност своје владе тако што је вршио сталне кадровске ротације, а исказао се и у вештом балансирању између различитих верских и етничких група.
Након завршетка Хладног рата, Мобуту је схватио да више није тако користан као западни савезник те је започео кораке у смеру номиналне демократизације земље. Међутим, здравствени проблеми изазвани раком простате су до средине 1990-их почели да утичу на његову способност управљања земљом. Кључни догађај је, пак, било стајање на страну Хутуа у грађанском рату у Руанди, а касније помагање избеглих Хутуа у нападима на нову тутсијевску владу Руанде, као и на локалне Тутсије, Бањамуленге. То је био повод за побуну у којој су на страну Тутсија стале владе Руанде, Бурундија, а касније и Анголе и Уганде те започеле инвазију источног дела Заира. Тиме је почео Први конгоански рат у коме је Савез демократских снага за ослобођење Конга (АФДЛ) на челу с Лораном Кабилом заузела велике делове источног Заира и започела напредовање према западу. 
У марту 1997. је Мобуту, суочен с војним поразом, покушао да преговара и именовао свог старог непријатеља Етјена Цишекедија за премијера, али су побуњеници одбили преговоре. Неколико дана пре него је главни град пао, Мобуту је побегао. Тешко болестан, неколико месеци касније, умро је у Мароку.